# Buddy Handleson
James Buddy Handleson (Danville, California, 1 de noviembre de 1999) es un actor estadounidense, más conocido por participar a Henry Dillon en la serie original de Disney Channel Shake It Up, en la serie sitcom adolescente de Bella and the Bulldogs como Newt,y Wendell Bassett en la serie de comedia juvenil de Wendell & Vinnie,
ambas series de Nickelodeon.

## Biografía
Buddy es el hijo de Jay y Athena Handleson.A la edad de tres años, sus padres intentaron presentarle al montaje, pero Buddy Handleson no le gustó.Fue visto por la agente de talentos Cathy Steele, con sede en Orlando.
Comenzó a hacer audiciones para papeles de actuación a la edad de 7 añosy tomado clases de actuación con Romero Marquez.En 2010, participó en un episodio en la serie de comedia de situación de Fox Til Dead, y fue estrella invitada en un episodio de Sons of Tucson como Gabe, también conocido como "Asskiss" en el episodio: "Kisses and Beads".En febrero de 2013, consiguió el papel principal como Wendell Basset en Wendell & Vinnie.

## Filmografía

### Televisión
| Año       | Título                     | Rol               | Notas                                                                              |
| --------- | -------------------------- | ----------------- | ---------------------------------------------------------------------------------- |
| 2009      | Hannah Montana             | Niño              | Temporada 3, Episodio 16 "Jake... Another Little Piece of My Heart" Disney Channel |
| 2009      | Trauma                     | Jonah             | Temporada 1 Episodio 5 "Masquerade" NBC                                            |
| 2010      | 'Til Death                 | Timmy             | Temporada 3 Episodio 17 "Dog Fight" FOX                                            |
| 2010      | Sons of Tucson             | Gabe              | Temporada 1 Episodio 3&10 "Golden Ticket"/"Kisses and Beads"                       |
| 2010—2012 | Shake It Up                | Henry Dillon      | Personaje secundario, serie de TV Disney Channel                                   |
| 2011      | Mr. Sunshine               | Timmy             | Temporada 1 Episodios 6&11 "Lingerie Football"/"Family business" ABC               |
| 2012      | Doctora Juguetes           | Luca              | Estrella invitada, 1 episodio serie de TV Disney Junior                            |
| 2012      | Bad Fairy                  | Rocco DiRizzo     | Película de Televisión                                                             |
| 2013      | Wendell & Vinnie           | Wendell Bassett   | Protagonista, serie de TV Nickelodeon                                              |
| 2015–2016 | Bella and the Bulldogs     | Newt Van Der Rohe | Protagonista, Serie de TV Nickelodeon                                              |
| 2017-2018 | Nicky, Ricky, Dicky & Dawn | Wally             | Episodios: "Quadpendence Day", "We'll Always Have Parasites" Nickelodeon           |
| 2019      | Sydney to the Max          | Gerald            | Estrella invitada, episodio: "The Parent Track" Disney Channel                     |

### Películas
| Año  | Título         | Rol               | Notas |
| ---- | -------------- | ----------------- | ----- |
| 2011 | Coming & Going | Christopher Crump |       |
| 2014 | Little Savages | Vinny             |       |